# هينريخ بولينغر
كان هينريخ بولينغر (18 يوليو 1504 -17 سبتمبر 1575) مصلحًا ولاهوتيًا سويسريًا، وقد خلف هولدريخ زوينكلي بوصفه رئيسًا لكنيسة زيورخ، كما عمل قسًا في كنيسة غروسمونستر. شارك بولينغر، وهو من أهم قادة الإصلاح السويسري، في تأليف كتاب الاعترافات السوسيرية، وتعاون مع جان كالفن في إرساء مذهب إصلاحي في ما يتعلق بطقس العشاء الرباني.

## حياته

### نشأته الأولى ودراسته (1504-1522)
وُلد هينريخ بولينغر لأب يُدعى هينريخ بولينغر الأب، الذي كان يعمل ككبير للقساوسة، وأم تُدعى آنا فيديركير، ببلدة بريمجارتن التابعة لكانتون أرجاو بسويسرا. عاشا هينريخ بولينغر وآنا فيديركير معًا كزوج وزوجة، دون الزواج رسميًا، إذ كانت أرجاو تتبع حينها تعليمات أُسقف كونستانس. كان هذا القس مؤيدًا، بشكل شخصي، للمعاشرات غير الشرعية للإكليريكين، وأسقط العقوبات المقررة عن هذا الجُرم مقابل تقاضي مبالغ سنوية تُسمى ضريبة المهد. كان هينريخ الابن الخامس والأصغر بين سبعة أطفال لهذين الزوجين. كانت أسرته ثرية إلى حد كبير، تشتهر باستضافتها الدائمة للضيوف. عندما كان طفلًا صغيرًا، نجا والديه من مرض الطاعون الذي كاد أن يقضي على حياتهما.
عندما بلغ سن الحادية عشرة، أرسله والديه إلى مدرسة سانت مارتن اللاتينية الواقعة ببلدة إميريش في دوقية كليفه. على الرغم من أن والديه كانا أثرياء بمعايبر اليوم، إلا أنه والده أمتنع عن إعطاء مصروفًا للصبي لشراء طعام. دفعه ذلك إلى التسول لمدة ثلاث سنوات لأجل كسرة من الخبر. أدى تصرف والده هذا إلى إشفاق الصبي على الفقراء. درس الصبي في مدرسة سانت مارتن اللاتينية، النصوص الأدبية الكلاسيكية، ومن بينها شعر جيروم، وهوراس، وفيرجيل. تأثر أيضًا بمجتمع إخوة الحياة المشتركة وحركة الإصلاح الديني الحديثة ديفوتيو مودرنا التي يتبنونها، والتي تُشدد على عيش الحياة المسيحية، وتُشجع على قراءة الكتاب المقدس. دفعه تأثره بهذه الحركة إلى أن يُعرب عن رغبته في أن يصبح راهب كرثوزيان.
التحق، بحلول عام 1915، ومع بلوغه الرابعة عشر من عمره، بجامعة كولونيا، استعدادًا لتتبع خُطى والده كإكليروس. على الرغم من الافتقار إلى دليل يُثبت أن بولينغر كان ملمًا منذ البداية بالقضايا الخمس والتسعون لمارتن لوثر أو مناظرة لايبزيغ التي عُقدت عام 1519، إلا أنه أطلع بالفعل بعد مرور عام واحد على تعاليم الإصلاح. قرأ كتاب الجُمل لمؤلفه پيتير لومبارد ومرسوم جراسيانو، ما دفعه إلى التوجه لأباء الكنيسة. علم حينها بولينغر أن الآباء يعتمدون بشكل أكبر على الكتاب المقدس عن مؤلفات لومبارد وجراتيان، ما شجع بولينغر على قراءة كلا من الكتاب المقدس ومؤلفات لوثر، وشمل ذلك قراءته لكتاب الأسر البابلي للكنسية وكتاب الحرية المسيحية. قرأ كذلك كتب لمصلحين آخرين، منهم كتاب لوسي كوميونس لفيليب ملانكتون. أيقن أن خلاص الأنسان ليس بأعماله الصالحة، بل بمراحم الرب. تحول بولينغر بعدها إلى اعتناق مذهب الكنيسة البروتستانتية. أشار أنه تشجع، بوقت لاحق من حياته، على تبني فكر الإصلاح نتيجة لتأثره الشخصي باثنين من أساتذته، وهما يوهانس فريسيميوس وأرنولد فون فيزل. كما تأثر فكريًا بالحركة الإنسانية للفيلسوف إيراسموس، ورودولف أغريكولا، ولاهوت آباء الكنيسة، ومنهم القديس قبريانوس، والمؤرخ لاكتانتيوس، والأسقف أيلاري، والبابا أثناسيوس الأول، والآب جيروم، والفيلسوف أوغسطينوس، وعلوم اللاهوت للقديس توما الأكويني.
حصل بولينغر، عام 1522، على درجة الماجستير في الآداب كواحد من أتباع فكر مارتن لوثر. توقف عن التناول من الإفخارستيا. عدل كذلك عن التفكير في الرهبنة برتبة الكرثوزيين. حال عودته إلى ببلدة بريمجارتن، قبلت عائلته آرائه اللاهوتية الجديدة. على الرغم من دعوته لقيادة أحد الأديرة بمنطقة الغابة السوداء، إلا أنه عندما رأي فساد رهبان هذا الدير وسعيهم وراء متاع الدنيا، قرر العودة إلى منزله مرة أخرى وقضى بضعة أشهر عاكفًا على قراءة التاريخ وآباء الكنيسة ولاهوت الإصلاح.